# 欧洲美元
欧洲美元（英語：Eurodollar），是指储蓄在美国境外的银行，不受美国联邦储备系统监管之美元。因此，这些美元比美国境内的美元受到更少的管制，不會被美國政府控制，有很强的灵活性。
这样的美元最早出现在欧洲一些银行，后来其他非欧洲银行的这类美元也被习惯性地称为欧洲美元，虽然它们和欧洲没有关系。「歐洲」一詞後來泛指所有存放在海外銀行體系的貨幣，例如：歐洲英鎊和歐洲日圓。

## 历史
在第二次世界大战之后，由于美国援助欧洲的马歇尔计划，及其后美国成为重建后的欧洲的最大出口市场，大量的美元存款流向欧洲。因此之後開始積累的大量的美元，被存放在美国境外的银行。同时一些国家，包括苏联也将他们的部分美元存款存放在美国境内的银行，歐洲初步建立起美元儲備體系。
在這樣有充足現金的條件下，尤其是1956年苏联入侵匈牙利的匈牙利事件之后，苏联政府担心美国会因此冻结他在北美银行的戶口存款。此时一家英国银行看到了這個商機，據說是在冷战期间配合不同共產黨的國際外匯需要，雖然因為保持匿名性首創者已不可考，但這種手法逐漸成為歐洲美元的濫觴，總之，向苏联政府表示他们可以在美国境外接收其美元存款，之后他们再将自己的美元儲備，投入自己在美国的市場目標，就可以確保美国不可能将其冻结美元，因为此时的金流是看起來属于英国银行，而不知道這是苏联政府名下操作的錢。这次操作被认为是“欧洲美元”一词的首次使用。
之后由于美国持续的贸易逆差，“欧洲美元”逐渐扩散到全世界。